# Roland Schimmelpfennig
Roland Schimmelpfennig, född 19 september 1967 i Göttingen i Niedersachsen, är en tysk dramatiker.

## Biografi
På 1980-talet arbetade Roland Schimmelpfennig som frilansjournalist i Istanbul. 1990 började han studera till teaterregissör på Otto-Falckenberg-Schule i München varefter han fick anställning som regiassistent på Münchner Kammerspiele. Han debuterade som dramatiker 1996 med Die ewige Maria som sattes upp på Theater Oberhausen i Oberhausen i Nordrhein-Westfalen. 1999-2000 var han anställd som dramaturg och husdramatiker på Schaubühne i Berlin och senare har han även verkat som husdramatiker på Burgtheater i Wien, Volksbühne i Berlin och Deutsches Schauspielhaus i Hamburg. 2012-2013 undervisade han i dramatik på Universität des Saarlandes i Saarbrücken. Hans pjäser har spelats i över 40 länder. År 2000 debuterade han som romanförfattare med An einem klaren, eiskalten Januarmorgen zu Beginn des 21. Jahrhunderts. Han har också skrivit teateressäer. Roland Schimmelpfennig har mottagit ett flertal priser, däribland Else-Lasker-Schüler-Dramatikerpreis både 1997 och 2010, Nestroy-Theaterpreis för bästa tyska pjäs både 2002 och 2009 samt Mülheimer Dramatikerpreis 2010.
Hans pjäser har drag av postdramatisk teater. Schimmelpfennig har själv karakteriserat sin dramatik så här: "Gestalternas stora svaghet består ytterst av deras bristande förmåga att förhålla sig till det som sker." Han "demaskerar människornas till synes normala vardagstillvaro, och som genom att laborera med olika tidsplan och perspektivförskjutningar fyller sina förbryllande stycken med en akut känsla av något förvrängt och hotfullt. Snarare skildras detta associativt och i brottstycken än med hjälp av någon tydligt driven intrig eller psykologisk gestaltning" (Martin Lagerholm, SvD). Rollfigurerna går in i och ut ur sina roller och Schimmelpfennig jobbar med distanseringseffekter som överdrifter och vrångbilder av verkligheten. I pjäserna ställs tid, rum, kön och härkomst på ända med överraskande klippteknik. Något fantastiskt, obehagligt eller världsomstörtande kan blixtra till mitt i ett alldagligt sceneri.

## Uppsättningar i Sverige
- 2003 Den arabiska natten (Die arabische Nacht), Stockholms stadsteater, översättning Magnus Lindman , regi Egill Palsson, med bl.a. Lina Englund
- 2008 24 timmar Berlin (Auf der Greifswalder Straße), Riksteatern, översättning Franka Geber & Melanie Mederlind, regi Melanie Mederlind
- 2009 Hållplats (Auf der Greifswalder Straße), Stockholms stadsteater, översättning Madeleine Gustafsson, regi Mats Ek, med bl.a. Anders Ahlbom Rosendahl, Göran Ragnerstam & Niklas Ek
- 2009 Kvinnan från förr (Die Frau von früher), Helsingborgs stadsteater, översättning Marc Matthiesen, regi Melanie Mederlind
- 2010 Här och nu (Hier und jetzt), Teaterhögskolan i Malmö, översättning & regi Annika Silkeberg
- 2011 Gyllene draken (Der goldene Drache), Borås stadsteater, översättning Ulf Peter Hallberg, regi Anna Sjövall
- 2012 Gyllene draken, Radioteatern, översättning Ulf Peter Hallberg, regi Anna Sjövall
- 2012 Den gyllene draken, Helsingborgs stadsteater, översättning Ulf Peter Hallberg, regi Anna Novovic, med bl.a. Michalis Koutsogiannakis & Inga Ålenius
- 2012 Gyllene draken, Folkteatern i Gävleborg, översättning Ulf Peter Hallberg, regi Michael Cocke
- 2012 Peggy Pickit ser Guds ansikte (Peggy Pickit sieht das Gesicht Gottes), Teater Galeasen, översättning Ulf Peter Hallberg, regi Olof Hanson
- 2012 Peggy Pickit ser Guds ansikte, Angereds teater, översättning Ulf Peter Hallberg, regi Johan Friberg
- 2013 Alice i underlandet (Alice im Wunderland ), Folkteatern i Gävleborg, översättning Jan Mark, regi Michael Cocke
- 2013 Gyllene draken, Östgötateatern, Stockholm, översättning Ulf Peter Hallberg, regi Thomas Müller
- 2015 Vintersolstånd, världspremiär på Dramaten, översättning Ulf Peter Hallberg, regi Staffan Valdemar Holm
- 2015 Djurens rike (Das Reich der Tiere), Teater Tillsammans, Stockholm, översättning Julia Beil Amarilla & Mariano Amarilla, regi Julia Beil Amarilla
- 2017 Det svarta vattnet (Das Schwarze Wasser), sverigepremiär på Malmö stadsteater, översättning Ulf Peter Hallberg, regi och scenografi Martin Rosengardten
- 2019 100 sånger (100 Songs), världspremiär på Örebro länsteater, översättning Ulf Peter Hallberg, regi och scenografi Sara Giese
- 2020 Halva månen (Der halbe Mond), världspremiär på Malmö Stadsteater Intiman, översättning Ulf Peter Hallberg, regi Roland Schimmelpfennig